# میدوی، شهرستان کوک، تنسی
میدوی (به انگلیسی: Midway) یک منطقهٔ مسکونی در ایالات متحده آمریکا است که در شهرستان کوک، تنسی واقع شده‌است. میدوی ۴۵۸٫۱۲ متر بالاتر از سطح دریا واقع شده‌است.